# Thalassacarus commatops
Thalassacarus commatops är en kvalsterart. Thalassacarus commatops ingår i släktet Thalassacarus och familjen Halacaridae. Inga underarter finns listade i Catalogue of Life.